# Taules d'Iguvium
Les Taules d'Iguvium —també conegudes amb el nom de: Taules euguvines— és un conjunt de set taules de bronze amb inscripcions en llatí i en umbre. Es van trobar l'any 1444 a Gubbio (Itàlia) i actualment es conserven al Museu de la Civilització del Palazzo dei Consoli a la mateixa localitat de Gubbio. La més antiga d'aquestes taules va ser escrita probablement al segle iii a C fent servir l'alfabet nadiu umbre; la més recent de les taules és del segle i aC i està en llatí.

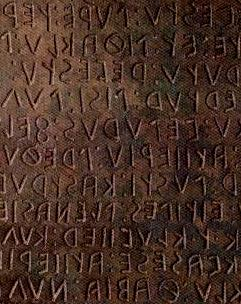
Una de les taules d'Iguvium.

## Importància
El contingut d'aquestes taules és de tipus religiós, estan anotats i descrits els rituals que van dur a terme els membres de la Germandat d'Ati, un grup de 12 sacerdots de Júpiter que tenien funcions importants a Iguvium. Són amb diferència el document més extens i més important que es té fins al moment del desaparegut idioma umbre i del grup d'idiomes oscoumbres, molt propers al llatí. El seu estudi ha estat molt útil per conèixer la gramàtica d'aquest antic llenguatge i també per conèixer els costums religiosos dels pobles primitius de la península italiana, inclosa la religió de l'antiga Roma. Algunes parts de les taules VI i VII sembla que estiguin escrits amb una mètrica que recorda el tipus dels versos saturnins emprat pels primers escriptors llatins. El text complet de les taules, juntament amb la seva traducció, va ser publicat per primera vegada el 1863 a Londres per Francis Newman i posteriorment el 1931 en un llibre d'Albrecht von Blumenthal. La seva importància ha fet que, des de llavors, hagin estat objecte d'estudi per molts especialistes, entre ells destaca el del lingüista i historiador Giacomo Devoto.

## Descoberta
Un pagès, anomenat Paulus Greghorii de Siga, va trobar les taules en un camp de conreu l'any 1441 i les va vendre al municipi. A canvi va obtenir el dret a quedar-se amb els beneficis del conreu de les terres per dos anys, l'equivalent a 60 florins d'or.
Es desconeix el lloc exacte on les va trobar el pagès. En un document anònim del segle xvii es deia que s'havien trobat en una sala soterrània de l'església local dedicada a Sant Francesc. Segons altres procedien de la rodalia del temple de Júpiter Appennino (entre els pobles de Scheggia i Cantiano). Si bé la major part dels estudiosos creuen que el tal Paulus les devia descobrir a la zona on havia estat el teatre romà de Gubbio, hipòtesi que ja havia proposat Antonio Concioli, el 1678.

## Material
El material de què estan fetes les taules és bronze. L'anàlisi de l'estat de la superfície d'aquest bronze va portar als responsables a concloure que només les taules V, VI i VII podien exposar-se al públic i que la resta havien de conservar-se en un arxiu de documents. Pels forats trobats en les tres darreres taules, sembla que van ser fetes per estar penjades i potser exhibides públicament ja en l'antiguitat; com que això no era gaire comú en aquell temps, s'ha interpretat que la decisió fos de l'època d'August.

## Datació
L'estudi del ductus (estil d'escriptura) i la comparació amb altres inscripcions trobades a l'àrea central de la península italiana, ha permès concretar la datació en un període no anterior al segle iii aC pel que fa a les taules nº III i IV, i fins a la primera meitat del segle i per les taules més recents, les nº VI i VII. Es podria considerar que aquest lapse de temps és un terminus post quem aplicable a un ductus de les zones perifèriques des de l'inici de l'umbre i fins ben després de produir-se la seva desaparició en zones culturalment dominants.

## Contingut
Cinc de les taules estan escrites per les dues cares, llevat de la III i la IV que només tenen text per una cara. Les taules I fins a la V presenten el seu contingut de forma concisa, fent una senzilla exposició de fets. Les taules VI i VII repeteixen el mateix tema de la taula nº I, però aportant detalls, de forma més extensa i amb matisos en l'expressió que fan suposar in incipient intenció literària. El contingut específic de cada taula està descrit a continuació, seguint l'ordre d'antiguitat establert per Newman, confirmat per Aufrecht, Kirchhoff i A. Maggiani.

### Taules III i IV
- Sacrificis en honor de Puemonos Popricos i Vesuna.-Prescripcions generals amb relació a com fer el sacrifici: Sacrifici d'un anyell (ovis) a Puemonos i Vesuna al bosc sagrat. Detall sobre l'elecció de l'ohtur (no és clar si cal traduir per l'«autor», l'«augur», o el «cap dels encarregats») de la cerimònia, la disposició dels instruments per al ritual, les invocacions per la seguretat de la ciutat a Iove Patre i a Puemonos, la distribució de la carn del sacrifici i les libacions.

### Taula II
- Cara A (Cara B, en la classificació de Lepsius).-
  - Manca un fragment al començament del text. Sacrifici d'un bou a Iove Patre i un boc a Iovio (Newman creu que la paraula Iovio devia anar seguida de Iuno) i un anyell a Marte.
  - La Hondia.-Preparacions (arfertur) per aquest ritual: amanir la víctima, gra i strucla, ficla;[9] encens, vi; sal, mola (una barreja de farina d'espelta i salmorra); mandraculum (un drap blanc de lli emprat per embolicar la mà de l'oficiant), recipients; aigua pura; ignició del foc damunt de l'ara.
  - Celebració de l'Hontos Iovios: sacrifici a Hontos Iovios de cadells, ofrena de vi, libació, partició de l'aliment i exposició sobre una taula. Manteniment i volta de l'ara amb les mans. Ofrena de vi. Repartiment del vi, els struclai ferctum entre els assistents. Inhumació dels cadells a l'ara.
- Cara A (Cara B, en la classificació de Lepsius).-
  - Sacrifici i celebració de la Germandat dels Attidis: Sacrifici d'un porc i d'un boc a Iove durat l'època del decuriae del mes de Semonius (probablement el mes de la sembra), pels deu grups de famílies representants de les 12 regions. Un Epulum en honor de Iove Patre, començava a la ciutat amb libacions a la zona exterior del davant de diversos temples (fanum), fent servir el mandraculum.
  - Sacrifici dels Voci a Iupater: Sacrifici d'un vedell (un boc segons: Carl Darling Buck)) a Iove Patre pel bé dels Voci (podrien ser els avantpassats d'una gens Lucia) dels Attidis. El sacrifici es fa amb la urfeta en una mà i amb el crencatro (vestimenta dels àugurs comparable al lituum però creuada (definició de: Francis William Newman), o com una toga tirada sobre l'espatlla dreta (definició de: Carl Darling Buck).

### Taula I
- Cara A.-Sis triples sacrificis a la tríada dels Grabovi i a la tríada menor: Després d'observar els ocells de l'arbre anterior i el posterior, sacrifici d'un bou a Iove Grabovius a l'exterior de la porta Trebulana Gate. A l'interior sacrifici de tres truges a Trebus Iovio. Davant la porta Tesenaca sacrifici de tres bous a Marte Grabovie. A l'interior sacrifici de tres porcs a Fisus Sancius. Tot seguit una libació. Davant de la porta Vehiia sacrifici de tres bous amb el front blanc a Vofione Grabovie. A l'interior de la porta sacrifici de tres anyells a Tefre Iovie. Després de profanar els anyells, la gropa s'ofereix en expiació i una libació per la tota («la comunitat local»), aquesta activitat es fa a les dues bandes de l'entrada, l'exterior i l'interior.
- Cara B.-
  - Dos sacrificis triplicats a Marte Hodie i a Hondos Çerfios en expiació per la ciutadella: Al bosc sagrat de Júpiter, després d'esquilar les ovelles, sacrifici de tres vedells mascles a Marte Hodie per la gent d'Iguvium. Al bosc sagrat de Coreties (Quiritius o Curiatius), sacrifici de tres vedells mascles a Hontos Çerfios. A partir d'aquest moment la ciutadella ja estarà expiada. Si quelcom vicia el resultat caldrà observar els ocells i tornar a començar el ritu des del començament a la porta Trebulana.
  - Revisió de la milícia local i expulsió (exterminatio) dels enemics tradicionals d'Iguvium, en una cerimònia dirigida per l'arfertur i els dos prinovatus (àugurs o potser els seus ajudants): Tadinates, Tusci, Naherci (pobles Sabins de l'àrea del riu Nar, actual Nera), Iapuzcoi (poble establert a prop dels Alps entre el NE d'Itàlia i el NO dels Balcans).
  - Quatre sacrificis triples: A prop de les fonts petites (potser el naixement d'un rierol), sacrifici de tres porcs senglars a Çerfos Martios. Al camp de Rubini, sacrifici de tres porcs senglars a Prestata Çerfia de Çerfos Martios. Els sucs sagrats, blancs i negres, se separaran i es tornaran a ajuntar. Més enllà de la Sahata (probablement la Sahata sigui l'equivalent al pomerium dels romans, potser marcat per un corrent d'aigua) sacrifici de tres vedelles a Tursa Çerfia o Çerfios Martios. El lloc per tallar a trossos els porcs senglars es decidirà segons les observacions de l'oficiant, que podrà ser fora de la Rubina o més enllà de la Sahata. Quatre dies després, la gent s'aplegarà per sacrificar tres vedelles a la part baixa del Fòrum de Sehemania (Semonia), en honor de Tursa Iovia a Acedonia. Una de les vedelles serà consagrat per un arfertur i les altres dues pel prinovatus.

### Taula V
- Cara A.-
  - Els deures de l'arfertur: L'arfertur ha de proveir de l'aigua necessària per a la cerimònia i seleccionar les víctimes.
  - Taxes que es percebran per la realització dels ritus: Quan es faci un banquet per la germandat els membres o el cvestor sotmetran a votació si l'àpat ha estat satisfactori. Si la majoria creu que si, llavors votaran per decidit quina paga li deixen a l'arfertur.
- Cara B.-Contribucions que cal que facin dues gentes a la germandat i porcions de carn que s'adjudicaran els membres de la festa decurial.

### Taules VI i VII
- Cara A de la taula VI.
  - Lustratio de l'arx. (purificació de la ciutadella, ritual ja esmentat a la taula I).-Auspicis introductoris: L'augur i l'arfectur llegiran les paraules rituals (formulae) que consisteixen en: demanar silenci, no interrupcions, ni intromissions; marcatge dels límits del templum augural; fórmula per l'anunci de l'auspici amb ls paraules conspectio, nuntiatio («us anuncio que jo he vist...»); prescripcions aplicables al sacrifici subsegüent en relació al bastó militar (pirsca arsmatia), disposició de recipients i material per fer foc.
  - Els mateios sacrificis a la triada dels Gabovis, ja descrits a la Taula I.
- Cara B de la taula VI.
  - Els mateixos sacrificis dedicats a la segona tríada,ja descrits a la taula I.
  - Els ritus per purificar el poble i l'exèrcit (esmentats a la Taula I): Igual que en la lustració de l'arx, l'arfertur portarà la perca arsmatia («bastó ritual») i el cringatro («torxa») i amb els dos ajudants encendrà el foc. Els prinovatus portaran llenya de mangraner i aniran en processó amb les víctimes pel camí dels àugurs fins al districte d'Acedonia. Es farà una proclamació per allunyar els enemics. Els iguvins s'organitzaran en companyies. La processó farà tres voltes a la ciutat i al final es farà una pregària invocant la desgràcia sobre els enemics i la gloria sobre els iguvins.
- Cara A de la taula VII.
  - Sacrifici de tres porcs senglars a Çerfios Martios al Fontuli, acompanyat de pregàries a la porta Trebulana.
  - Sacrifici de tres truges a Praestita Çerfia a Rubinia, amb pregàries a la porta Trebulana. Cerimònies amb recipients negres per portar desgràcia als enemics i amb recipients blancs per allunyar-la dels iguvins. Ofrenes a Fisovius Sancius amb pregàries a l'interior de la porta Tesenaca.
  - Sacrifici de tes vedelles a Tursa Çerfia del Çerfios de Marte, més enllà de la Sahata.
  - Tres dies després dels sacrificis descrits anteriorment, el portador e la perca arsmatia i els dos assistents pregaran en silenci per l'execració dels enemics i la seguretat d'Iguvium, al santuari de Tursa. LLavors uns vedells es deixaran en llibertat al Forum de Sehemenia: La primera persona a capturar un el sacrificarà en nom de Tursa Iovia a Aceronia pel bé d'Iguvium. Es repetiran les pregàries i ofrenes (cereals, strue, fertum, persea) usats a la porta Trebulana.
- Cara B de la taula B.
  - Obligacions dels fratrexs i tipus de multa que caldrà pagar en cas d'omissió (300 asos).

## La religió dels umbris
De la lectura de les taules es desprèn que els umbris tenien una religió basada en l'adoració de dues tríades i un conjunt de déus menors.

### La tríada delsGrabovii
La tríada dels Grabovii era el grup dels déus més importants i sembla que té una estreta relació amb la tríada arcaica de la religió romana. L'epítet Grabovius podria tenir relació amb la paraula etrusca crapis, («criatura cerimonial»), que probablement derivi d'una paraula anterior amb el significat de «roureda».

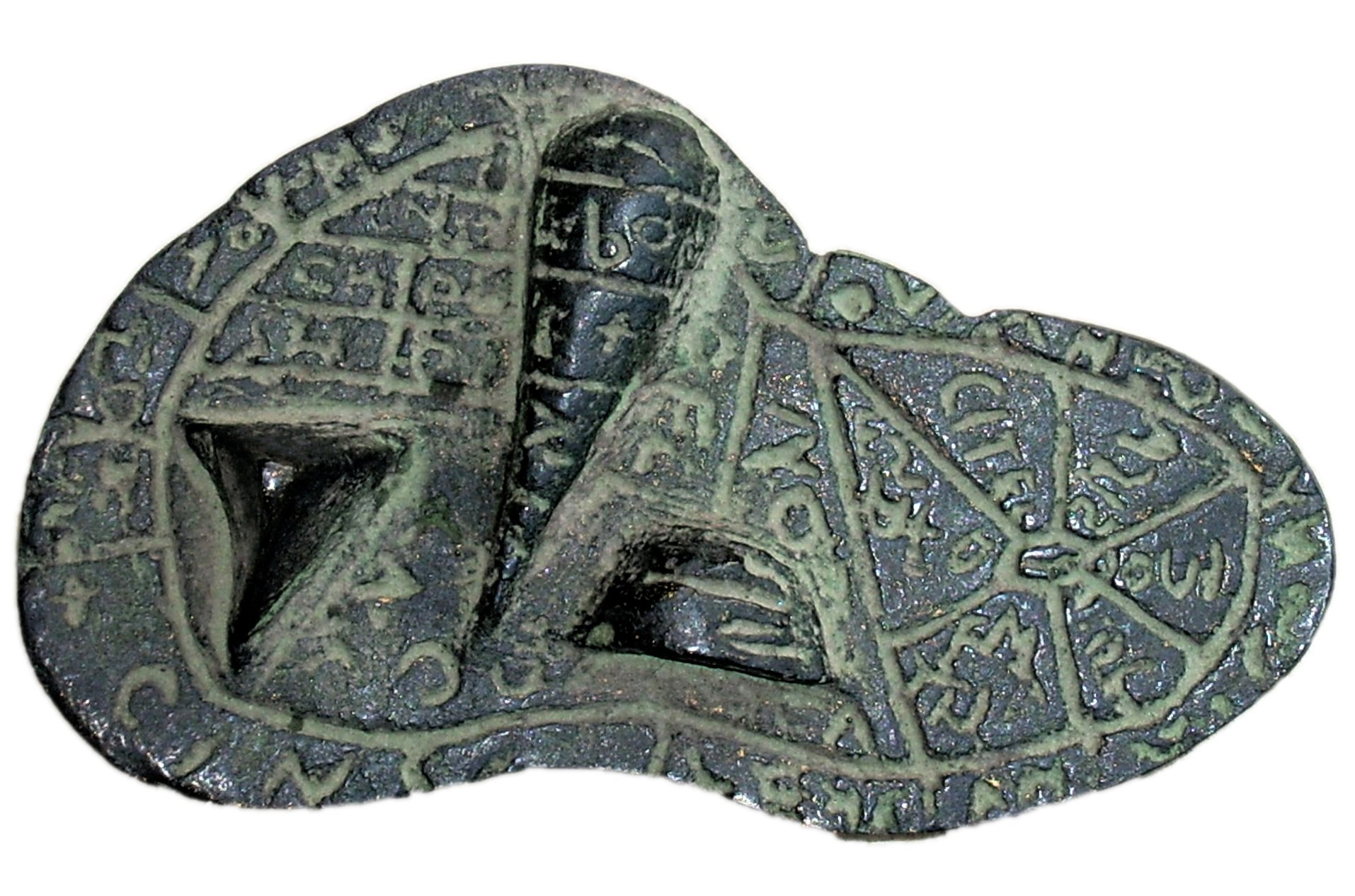
S'han trobat arrels indoeuropees comunes entre l'Harúspex de Piacenza (imatge) i les taules d'Iguvium.

Aquesta tríada estava formada per: Iove o Iove Patre, Marte i Vofionos. La identitat de Vofionos s'ha pogut entendre com un equivalent al déu romà Quirinus o Liber, per compartir una mateixa arrel indoeuropea leudh- amb el significat de «poble», que també es pot trobar en el teònim itàlic Loifer, una interpretació etrusca del déu grec (Dionysos) Eleutheros, present també en el teònim etrusc Tin Luth (=Iuppiter Liber) que es va trobar a la taula de Piacenza.
Els déus de la tríada dels Grabovii reben un sacrifici de tres bous a la part exterior de la ciutat, que té tres portes: Preveres, Treblanes i Tesenaces. Els sacrificis oferts al déu Vofionos són qualificats de calersu, que probablement correspongui al significat de la paraula llatina callidus, amb el front blanc.

### La segona tríada
Hi havia una segona tríada de déus que eren honorats a la part interior de les portes de la ciutat i se'ls ha relacionat per implicar l'entorn de la mateixa porta: Trebos Iovios amb relació a Iove Grabovios, Fisus Sancius amb relació a Marte Grabovios i Tefer Iovios amb relació a Vofionos Grabovios. Només la identitat del segon és coneguda perquè a Roma també era venerat, on era conegut com a Semo Sancus Dius Fidius. Resulta estrany trobar-lo aquí associat a Mart, mentre que l'associació amb Júpiter resulta més entenedora teològicament. Aquest tòpic ha estat objecte d'estudi de Dominique Briquel: segons ell la raó estaria en la connotació d'indiscutible pel que fa a una ordre militar, aplicable a la divina sanció de la llei. Aquest aspecte és particularment rellevant pel que fa al concepte diví de la muralla de la ciutat, que és esmentat a les Taules, construïdes per sanció divina.
La paraula Trebos de Trebos Iovios generalment s'interpreta en correspondència amb el sibnificat del terme llatí trabs, «aleró sortint d'un sostre o teulada». A la paraula Tefer de Tefer Iovios se li ha donat el significat de «cremador» o «inflamador», de l'arrel indoeuropea tep-, «calor, flama». Aquesta interpretació, però, és encara molt debatuda.
Tant Émile Benveniste com Georges Dumézil han argumentat que les tríades d'Iguvium confirmen la teoria de les tres funcions de les religions d'origen indoeuropeu. En particular les ofrenes sacrificials que poden correspondre a les romanes pel que fa al seu significat funcional en les sis invocacions en (taula VI-A, 30, 39; VI-B 13 i 32) nerf, arsmo; veiro, peiquo; castruo, fri: «príncep, sacerdot; home, bestiar; camps, conreus», tres camps semàntics que poden relacionar-se amb tres funcions: els governants, activitat militar, activitat productiva.

### Altres déus
- Hondos Iovios

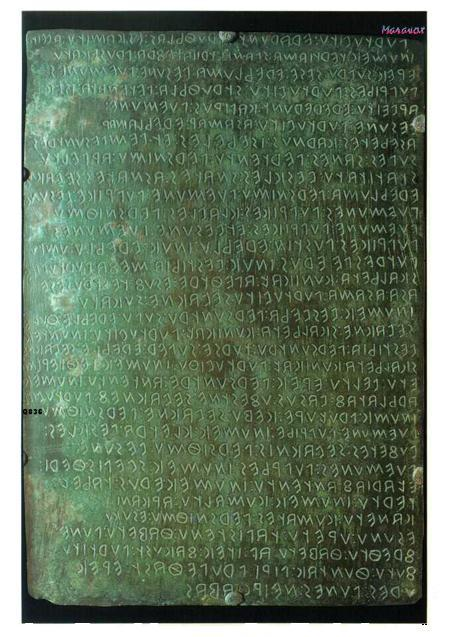
Una de les Taules d'Iguvium

Molts autors opinen, des de Bücheler fins a Prosdocimi, que es tracta d'una deïtat de l'inframón relacionada amb la fertilitat dels camps i l'abundància. Prosdocimi qualifica de intermestruae cereales el sacrifici d'un gos el dia de la festivitat en honor d'aquest déu. Jörg Rüpke remarca que l'associació entre Hondos i Juppiter denota una complexa estructura jeràrquica. Aquest fenomen situaria el déu en una mena de relació "hoste i convidat" per la relació dels atributs. En el cas d'Hondos aquesta característica es veu també en el fet que el seu culte el dia de la festivitat d'Hondos es fa al bosc sagrat de Jove=Júpiter, mentre que la cerimònia de purificació de la ciutadella (quan el déu porta l'epítet Çerfios) es fa al bosc sagrat dels Coredis.
- Çerfos Martios, Praesta(o)ta Çerfia, Tursa Çerfia, Tursa Iovia

Aquestes eren les deïtats invocades per obtenir la protecció de la ciutadella i de la comunitat.
Els ritus adreçats a Praestota i les dues Tursae imliquen complicades libacions.
Els teònims estan en correspondència amb els llatins Iuppiter Praestes, Iuppiter Praestitus, Iuppiter Praestabilis i amb els Lares Praestites. Tursa és l'equivalent de Terminus, protector dels límits de la ciutat i esmentat amb punts de la muralla, Tursa Çerfia i Tursa Iovia(Taula I b; VII a). Aquesta interpretació està connectada amb la paraula en umbre tuder («muralla»). Tursa està escrit amb la forma Tuda en les inscripcions etrusques, amb la "d" intervocàlica pronunciada com una "rs" de so fluix ([ḍ]). Dumézil, basat en el fet que la funció de Tursa és inspirar terror als enemics, opina que el teònim derivaria d'una arrel verbal equivalent al terme llatí terreo («jo espanto»), en relació amb les paraules tursitu, tremitu de la Taula VI-B.
No hi ha un acord entre els estudiosos sobre el significat de l'epítet Çerfios i si l'ús en el teònim Çerfos Martios implica un déu diferent de Mart o no. En una inscripció trobada a Corfinium diu: Çerfom sacaracicer Semunes sua[d] («sacerdot de Çerfi i Semones»); posant al mateix nivell Çerfi i Semones sembla que vulgui dir que es tracta del nom d'un déu. Çerfos també se l'ha relacionat amb l'arrel indoeuropea ker(s)-, que es troba en teònims om ara Ceres i Cerus. Aquest punt de vista, crea problemes d'interpretació pel que fa a la teologia de Mart i les dues deïtats en les qui Roma confiava la defesa de la llei: Júpiter i Semo Sancus Dius Fidius. Georg Wissowa and Dumézil han proposat que derivació de l'arrel ker(s)- no és segura i que l'arrel -rf de l'umbre podria tenir un origen diferent de les paraules amb -rs.
- Marte Hodie; Hondos Çerfios

Són déus invocats per la purificació de la ciutadella, es fan al bosc de Iovis i el de Coredis respectivament, sent els darrers després de la sèrie de sacrificis en nom de les tríades. Sobre la unió de Marte i Hondos amb aquests epítets, s'ha proposat un lligam amb la deessa romana Heres Martea (o Here), que tenia la posició de «senyor de la casa» i altres el relacionen amb l'adjectiu fodius («el destructor»).

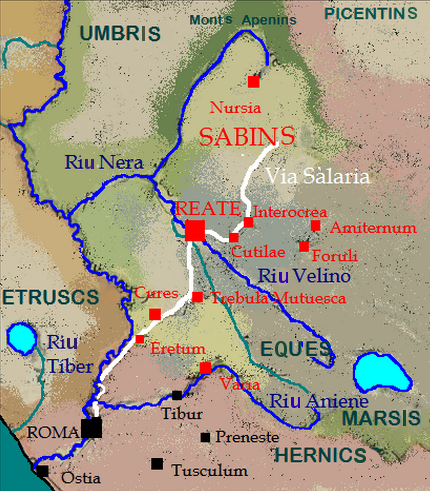
S'ha trobat relació entre els déus dels umbris i els dels marsis, un pobles itàlics més al sud.

El déu Hondos rep l'epítet Iovios a la Taula II, mentre que porta l'epítet Çerfios a la Taula VI. Aquest fet fa sorgir la qüestió de si aquests epítets s'empraven alternativament en connexió amb les circumstàncies locals o temporals. Un altre exemple és el de Tursa Çerfia i Tursa Iovia, trobades amb relació a l'exterior i l'interior de la muralla respectivament.
- Puemonos Pupricos, Vesuna de Puemonos Pupricos

Aquesta parella divina apareix només a les Taules III i IV, les més antigues. La paraula Puemonos podria tenir relació amb la deessa romana Pomona i l'epítet Popricos (en llatí:Publicus) fa intuir una divinitat de la fertilitat universal, similar al déu llatí Liber. La paraula Vesuna també s'ha trobat en una moneda que estava en territori marsi.

## Observacions sobre els teònims
O. de Cazanove ha observat que els teònims d'Iguvium van en grups de dues, tres i quatre paraules: Poden consistir en un substantiu més un epítet (exemple:Hondos Iovios, Tursa Iovia, Puemonos Podpricos), un substantiu acompanyat d'un relatiu amb idea de possessió i un epítet (exemple: Vesuna de Puemonos Podpricos) o un substantiu més un epítet més un grup possessiu (ex: Prestota Çerfia de Çerfios Martios, Tursa Çerfia de Çerfios Martios). Això, segons aquest autor, és comparable a les llistes de déus que guardaven els pontífex de l'antiga Roma. Aquestes divinitats eren invocades seguint el ritu esmentat per Aule Gel·li:" Lua Saturni, Salacia Neptuni, Hora Quirini, Virites Quirini, Maia Vulcani, Heries Iunonis, Moles Martis, Nerio Martis"; es tractava de representacions concretes dels poders de cada déu.
A Iguvium, no obstant, la situació sembla més complexa i menys establerta pel que fa a Tursa i Hondos, els quals són de vegades de Çerfis i de Marte o de vegades de Çerfis i de Iovis respectivament.
Altres deïtats només són conegudes per ser esmentades ocasionalment per especificar els límits de l'observació dels àugurs. Entre aquest estan: Tursa i Hulos de les taules IV-17 i IV-19, Vestisios (Libasius), Hoios (probablement com el déu llatí Holus o Helus, conegut pel bosc sagrat d'Helernus esmentat per Ovidi,) un déu de la vegetació i Padella (en la religió romana: Patella), deessa protectora de les garbes (Taula VI-A 14). Possiblement l'adjectiu deueia en l'expressió Asa Deueia (Taula VI-A 9, 10) implica el culte al cel, equivalent a Dius o Dia (Dea Dia) en la mitologia romana (Ancellotti & Cerri).

## Sacerdots
Es dedueix que hi ha quatre tipus de sacerdots:
- un arfertur, pertanyent a la germandat dels Attis
- els fratrecs, interpretat com a equivalent a curator arcae[26]
- els prinovatus
- ohtor (auctor), esmentat a les taules III i IV

## Rituals
A les taules es descriuen diferents tipus de rituals, el més detallat el relatiu a la purificació de la ciutadella. El ritual triple amb circumval·lació portant foc i víctimes és semblant al que feia el rei Servi Tul·li a Roma, relatat per Dionís d'Halicarnàs.
Les cerimònies més complexes són les relacionades amb Tefer Iovios i Fisus Sancius.
El sacrifici de gossos per la festa de la Hondia, podria estar relacionat amb els rituals romans amb gossos: l'Augurium Canarium, la Robigàlia, el ritual del darrer dia de la Cereàlia o el Supplicia canum. Els dos primers, a finals de primavera per allunyar el míldiu dels conreus i els dos segons a l'estiu per allunyar els incendis de la collita i la transmissió de la ràbia. Segons Eli Edward tots ells podrien tenir en comú el ser rituals de tipus pharmakos.
A les Taules III i IV es descriu amb molt detall un ritual en honor de Puemonos Popricos i a Vesuna en un bosc sagrat a la rodalia de la ciutat. Recentment Michael Weiss, basat en material comparatiu, ha expressat la seva opinió que es tractaria d'un ritual per festejar l'inici de l'any.
S'ha trobat una diferència bàsica amb els rituals etruscs i romans, mentre els umbris separavenen les vísceres i les incineraven, els etruscs i els romans les feien bullir a l'olla extaris.

## Vocabulari des àugurs
A la Taula VI hi ha un extens vocabulari específic per ser recitat pels àugurs en les seves prediccions, els quals entre altres coses han d'esmentar els límits dels llocs sagrats. Igual com en el procediment dels àugurs romans, el costat dret i l'esquerre tenen implicacions en la predicció.

## Topografia
Estudis arqueològics s'han centrat en la localització dels llocs esmentats a les taules i finalment s'ha pogut determinr el lloc on estava la ciutadella, que estava al Monte Ingino, al sud-oest del poble de Gubbio.